# Арантон
Арантон (фр. Arenthon) је насељено место у Француској у региону Рона-Алпи, у департману Горња Савоја.
По подацима из 2011. године у општини је живело 1530 становника, а густина насељености је износила 133,39 становника/km².

## Демографија
| 1962. | 1968. | 1975. | 1982. | 1990. | 2011. |
| ----- | ----- | ----- | ----- | ----- | ----- |
| 514   | 571   | 641   | 788   | 952   | 1.530 |